# Gli struzzi
Gli struzzi è una collana della casa editrice Einaudi, fondata nel 1970. La collezione prende il nome dal simbolo della casa editrice torinese, uno struzzo che morde un chiodo. Lo struzzo con in bocca un chiodo e il motto latino “Spiritus durissima coquit”, ossia lo spirito digerisce le cose più dure, fa riferimento al periodo storico in cui l’Einaudi nacque, in cui si era costretti a digerire i duri “chiodi”, cioè l'oppressione della dittatura fascista di Mussolini in Italia.

## Storia
Al loro primo apparire, Gli struzzi presentarono in edizione tascabile il meglio delle opere presenti nel catalogo - dai classici alla narrativa, dalla poesia al teatro contemporanei fino alla memorialistica - con lo scopo di fornirle ad un più vasto pubblico grazie al prezzo contenuto, similmente agli Oscar Mondadori e alla Biblioteca Universale Rizzoli. Erano quindi una sorta di precursori della collana Einaudi Tascabili, varata finalmente alla fine degli anni Ottanta. La prima opera ad essere pubblicata negli Struzzi fu Il maestro e Margherita di Michail Bulgakov. Ma vennero pubblicate all'interno delle collana anche opere originali: Elsa Morante, ad esempio, insistette per far uscire La Storia direttamente negli Struzzi, riscuotendo un clamoroso successo di vendite. 
I volumi, di colore bianco, quello classico dell'Einaudi, presentavano in alto a sinistra il simbolo della casa editrice seguito dal nome e dal numero della collana; seguivano, centrati, il nome dell'autore, il titolo, un'immagine rappresentativa e il nome "Einaudi". Fu questa l'impostazione ad imporsi; tuttavia, la grafica disegnata originariamente da Bruno Munari ed utilizzata per le prime edizioni, era leggermente diversa: in fondo, infatti, vi era una brevissima presentazione dell'opera, in alcune edizioni a caratteri neri, in altre a caratteri bianchi contornati da uno sfondo nero.
Negli anni Duemila la spinta originale viene meno e la collana venne utilizzata per pubblicare saggi per lo più di attualità, fino alla sua sospensione, avvenuta nel 2009. Moltissimi titoli sono oramai esauriti.
Nel settembre 2021, la collezione ha ripreso le pubblicazioni, diretta da Ernesto Franco, con il progetto grafico di Ugo Nespolo e la numerazione della nuova serie da 1. Viene ripensata come collana accogliente vari generi, senza vincoli di epoche: narrazioni e saggismi, meditazioni e viaggi, poesia e dialoghi, diari, ricordi, ritratti di donne e uomini italiani, ritratti di personaggi immaginari, conferenze, casi clinici, processi e battaglie, discorsi e aforismi, confessioni e finzioni, figure.

## Volumi pubblicati

### Gli struzzi. Società
I primi 15 numeri di questa serie collaterale sono pubblicati all'interno di quella principale e seguono una doppia numerazione. A partire dal numero 16 vengono pubblicati a parte.
- 16. Giulio Stocchi, Compagno poeta.
- 17. Enzo D'Arcangelo, La droga nella scuola.
- 18. Le pietre dello scandalo.
- 19. Giorgio Manzini, Una famiglia italiana.
- 20. Corrado Giustiniani, La casa promessa.

### Gli struzzi. Nuova serie
2021
- 1. Giovanni Marginesu, I greci e l'arte di fare i conti. Moneta e democrazia nell'età di Pericle
- 2. Stephen Crane, Il segno rosso del coraggio, trad. e cura di Michele Mari, con un ritratto dell'autore di Joseph Conrad
- 3. Sergio Luzzatto, Giù in mezzo agli uomini. Vita e morte di Guido Rossa
- 4. Rachel Bespaloff, L'istante e la libertà, trad. e cura di Laura Sanò
- 5. Hans Ruesch, Paese dalle ombre lunghe, trad. Daniele Petruccioli